# أحمد العبدلي
أحمد بن أحمد عبد الكريم بن فضل العبدلى هو سلطان لحج وعدن باليمن. تولى السلطنة بعد وفاة أخيه فضل سنة 1207 هـ، ونظم جيشًا لبلاده وعنى بزراعتها وترقية تجارتها. ثم استقدم تجارًا من مصر والهند ليسكنوا عدن.
زاره بعض البحريين من ضباط الإنجليز فأحسن استقبالهم، ونزلوا ب «جزيرة ميون» في البحر الأحمر فلم يعترضهم، ثم أظهروا له أن المياه نفدت في تلك الجزيرة واستأذنوه في أن ينتقلوا إلى عدن مؤقتًا فأذن لهم. ثم عقد معه الإنجليز معاهدة 6 سبتمبر 1802 (1217 هـ) وهي بداية الاحتلال الإنجليزى لعدن. واستمر في الحكم إلى أن أحس بمرض الموت فدعى أحد بنى عمومته وهو محسن بن فضل وولاه الحكم. وتوفي بعدن سنة (1243 هـ - 1827م).